# 重松和世
重松 和世（しげまつ かずよ、1974年1月14日 - ）は、フリーアナウンサー。元中部日本放送（CBC）アナウンサー。2014年以降はメディア・スタッフ所属。

## 来歴・人物
- 東京都世田谷区出身。身長168cm。
- 東京女子大学卒業後、1996年、CBCにアナウンサーとして入社。
- たいせー（シャ乱Q）プロデュースのCBC女子アナユニット「Love Power Beauty」（LPB）の第一期メンバーである（メインボーカルは渡辺美香・丹野みどり・住田都史子。重松は、加藤小百合・加藤由香・和田あい・大橋麻美子と共にバックコーラス担当）。また、小堀勝啓アナプロデュースにより、加藤由香と演歌デュオ「花姉妹」を結成し、3枚のシングルをリリースしている。
- 2002年7月に東京支社テレビ編成部へ異動となり、『星のカービィ』以降のCBC制作のドラマ、アニメ、特撮の番組宣伝を担当した（各番組のクレジットで名前が確認できる）。番組PRの為、『つボイノリオの聞けば聞くほど』などに出演することもあった。
- ニックネームで「ニクマルちゃん」と呼ばれ、CBCの番組宛電話番号を読み上げる際は「ナゴヤ052-290-2525。ニクマル ニコニコ」と読み上げていた。
- 2009年3月末でCBCを退社後は、FM NACK5のニュース担当アナウンサーなどとして活躍。また近年は舞台にも出演している。
- 2014年8月25日、自身のブログで入籍したことを発表した[1]。
- 2017年4月、自身のブログで妊娠と、4月いっぱいでNACK5のアナウンサーの仕事の終了を報告した[2]。

## 担当番組

### 過去

#### CBC退社後の出演番組

##### ラジオ
- NACK5 NEWSなど
- 夕焼けSHUTTLE（NACK5）

#### CBC時代の出演番組

##### ラジオ
- つボイノリオの聞けば聞くほど（2001年10月 - 2002年3月、産休の小高直子アナの代役）
- 小堀さんのRadio DAYS（1999年 - 2000年）
- 多田しげおのまるっと土曜日
- フレッシュタイム305
- 日曜なんて大キライ
- ランチタイムラジオ 聞けばツー快!
- 0時半です松坂屋ですカトレヤミュージックです

##### テレビ
- 野遊大全
- 板東英二の輝け!新タレント名鑑
- 美少女戦士セーラームーン（2003年 - 2004年）※番組宣伝
- ウルトラマンマックス（2005年 - 2006年）※番組宣伝
- ウルトラマンメビウス 第43話「脅威のメビウスキラー」（2007年） - アナウンサー役 ※番組宣伝も担当

#### その他出演

##### 舞台
- TOKYOハンバーグProduce Vol.12「夏の終わりを告げた手紙」（2012年8月2日〜14日、ワーサルシアター） - さつき役
- TOKYOハンバーグProduce Vol.13「へたくそな字たち」（2013年3月20日〜25日、ワーサルシアター）
- Reach☆2014春公演「Soil&Flower」（2014年5月2日〜4日、東京芸術劇場シアターウエスト）

##### イベント
- 『007は二度死ぬ』TV放送吹替版プレミア上映会（2012年11月6日、TOHOシネマズ六本木ヒルズ） - 司会担当[3]

##### テレビドラマ
- 土曜ワイド劇場「ゴーストライターの殺人取材2」（2015年11月14日、テレビ朝日）- リポーター 役

##### 映画
- 大決戦!超ウルトラ8兄弟（2008年）避難誘導アナウンス（声） 役